# Carex lowei
Carex lowei — вид рослин з родини осокові (Cyperaceae), ендемік Мадейри.

## Поширення
Ендемік архіпелагу Мадейра (о. Мадейра).